# 服部弘弐
服部 弘弐（はっとり こうじ、1966年 - ）は、日本のテレビ特殊美術デザイナー。男性。福岡県出身。九州産業大学付属九州高等学校デザイン科卒業。
NHKを中心にテレビ番組における特殊美術を担当。NHK総合『ガッテン!』内で使用される模型や、NHK総合『あしたが変わるトリセツショー』のトリンキー及びコトリンキーそして模型、NHK総合『チコちゃんに叱られる!』の着ぐるみ、キョエちゃん人形。NHK総合『あさイチ』のあんまんちゃん人形、とりっぷさん人形などを製作している。
岡本太郎の作品をモチーフにしたNHK Eテレ『TAROMAN 岡本太郎式特撮活劇』のタローマンマスク及びコスチューム、奇獣も製作。
NHK Eテレ『ヴィランの言い分』番組内でヴィランのコスチューム製作担当。

## 略歴
造形作家。人形師。デザイナー。
高校在学時、欽ちゃんの仮装大賞で優勝を手にする（第11回『ビールのあわ』）。その優勝メンバーの中には、現在アニメーターの山下高明も参加していた。
上京後、鎌倉にある人形劇団『劇団ちろりん』に在籍。
その後、テレビ美術の草分けである光子館に入社。NHK教育『おーい!はに丸』で特殊小道具を製作、その後に続く『やっぱりヤンチャー』『ともだちいっぱい』において人形及び特殊小道具などのセットを担当する。特に、科学系の番組との縁が深く『トライ&トライ』『くらべてみれば』『なせばなるほど』の模型製作に携わり、その後に始まった『ためしてガッテン』の模型を担当する。
『ためしてガッテン』において、実物大のジンベイザメ模型（全長7m）を4日という短期間で作ったり、高さ3mほどの立川志の輔の顔面模型を製作するなど、数々の逸話を残す。
2009年光子館を退社、独立し工房アテリアを開く。
独立後すぐに、NHK教育（ETV) のおかあさんといっしょ『ポコポッテイト』で人形及び美術、NHK BSプレミアム おとうさんといっしょ『レオレオれーるうぇい』でも人形及び美術を手がける。
NHK BSプレミアム『ワラッチャオ!』の中のテコリンハウスのジオラマ造形も彼によるものである。
『ためしてガッテン』のパロディ番組であるSONGSスペシャル『桑田佳祐の歌ってガッテン』に出てくるサーフィンのセットも製作。おそらく人形を動かしているのも服部本人だと思われる。彼は人形劇団出身ということで、自分の作ったパネルの裏で人形を動かすこともあるとのこと。(東京新聞の記事より)
アニメーション製作も行い、37歳の時に NHK第一回ミニミニ映像大賞において優秀賞を受賞している。
そのほか、NHK教育（ETV) -おかあさんといっしょ内で使用された『ないしょおねしょ』『空からのプレゼント』の歌クリップの製作もしている。
ハルタ（漫画誌）2014年19号、『鴨の水かき』という漫画内において、ゆるキャラを作る職人として実名で登場。漫画の登場人物たちにゆるキャラの作り方を説明している。
NHK『古代モンスター復活ミュージアム』では番組にも出演、復活仕事人として”ジュラマイア”の手の模型を復元、解説もおこなった。
2015年紅白歌合戦、ゴールデンボンバー喜矢武がコスプレをした『ナッシー』の着ぐるみも製作。
NHK総合テレビ『チコちゃんに叱られる!』で、番組の最後に”着ぐるみ造形服部弘弐”とクレジットされている。チコちゃんの着ぐるみ造形及びキョエ(江戸川の黒い鳥)の人形造形を担当している。
日本テレビ『一撃解明　ひと目でわかる！！』（2021年4月18日放送、関東ローカル）に出演。”ひと目でわからせ選手権”にて模型を披露。（ビットコインエレベーター）

## 主な参加番組
- NHK教育（ETV) - おーい!はに丸（人形小道具製作）
- NHK教育（ETV) -やっぱりヤンチャー（人形小道具製作）
- NHK教育（ETV) -このまちだいすき（ウォッチ鳥人形製作）
- NHK教育（ETV) -マホマホだいぼうけん（人形小道具製作）
- NHK教育（ETV) -ひょっこりひょうたん島（小道具製作）
- NHK教育（ETV) -こども人形劇場「わがままな大男」（人形小道具製作）
- NHK教育（ETV) -うたってオドロンパ（着ぐるみ製作）
- NHK教育（ETV) -おかあさんといっしょ（人形小道具製作）
- NHK教育（ETV) -こども人形劇場「長くつ下のピッピ」（小道具、ミニチュア等製作）
- NHK教育（ETV) -ぼうけん!メカラッパ号（人形、ミニチュア等製作）
- NHK教育（ETV) -こども人形劇場「海底二万里」（小道具、ミニチュア等製作）
- NHK教育（ETV) -こども人形劇場「タイムマシンの冒険」（小道具、ミニチュア等製作）
- TBS - 加トちゃんケンちゃんごきげんテレビ（人形劇『加トちゃんケンちゃんファンタジーワールド』人形及び小道具製作）
- TBS - ニュース23(人形製作)
- NHK - NHKスペシャル（特殊模型製作）
- NHK - ニュース7（特殊模型製作）
- NHK - ニュース9（特殊模型製作）
- NHK -お江戸でござる（人形小道具製作）
- NHK -ふるさと皆様劇場（小道具製作）
- テレビ朝日（ANN）ニュースシャトル（スポーツ人形等製作）
- テレビ朝日 - パオパオチャンネル（着ぐるみ・小道具製作）
- TBS - 日立 世界・ふしぎ発見!（特殊小道具製作）
- テレビ朝日 - ニュースステーション（人形及び模型製作）
- NHK - ハツラツ道場（模型製作）
- NHK - ダーウィンが来た! 〜生きもの新伝説〜（特殊小道具製作）
- NHK - ためしてガッテン（人形及び模型）
- NHK - ワンダー×ワンダー（模型製作）
- NHK - ゆうどき（ゆうどきニャン太郎人形製作）
- NHK教育（ETV) -ポコポッテイト（人形及び美術）
- NHK Eテレ -名作ホスピタル（人形製作、操作）
- NHK - あさイチ（模型製作）
- TBS - ひるおび！（模型製作）
- TBS - みのもんたの朝ズバッ！（模型製作）
- NHK - ザ旬芸人グランプリ　ニコジャッジ（トロフィー人形製作）
- NHK教育（ETV) -おかあさんといっしょ『ないしょおねしょ』(歌イラスト製作)『空からのプレゼント』(歌アニメーション製作)
- NHK - おしりかじり虫『おしりキッズ』(美術小道具製作)
- NHK BSプレミアム -おとうさんといっしょレオレオれーるうえい（人形及び美術）
- NHK -ドラマ ダークスーツ（人形、ぬいぐるみ製作）
- NHK - 日本列島誕生（模型製作）
- NHK教育（ETV) -シャキーン『ガンギギー』（造形衣装製作）
- NHK - 古代モンスター復活ミュージアム（模型製作）
- NHK - 探検ナイトミュージアム（恐竜人間製作）
- テレビ朝日 - はくがぁる（宇宙人人形製作）
- NHK - あさイチ（あんまんちゃん人形製作）
- NHK - チコちゃんに叱られる!（着ぐるみ造型）
- テレビ朝日 - マツコ＆有吉 かりそめ天国（似顔絵人形製作）
- NHK - 半分、青い。（岐阜犬ぬいぐるみ作製）
- NHKEテレ - Eダンスアカデミー（いーちゃん着ぐるみ、デザイン＆製作）
- NHKEテレ - 天才てれびくんyou（オンくん着ぐるみ製作）
- NHK - テンゴちゃん（テンゴちゃんかぶりものぐるみ製作）
- NHK - みんなで筋肉体操（筋肉メトロノームの制作）
- NHK -NHK MUSIC SPECIAL（東京事変模型、メンバー人形の製作）
- NHK -万物トリセツショー（模型製作）
- NHK -あしたが変わるトリセツショー（フクロウ人形製作、模型製作）
- NHK - あさイチ（とりっぷ人形製作）
- NHK Eテレ - びじゅチューン（縄文土器先生人形製作）
- NHK Eテレ -『TAROMAN 岡本太郎式特撮活劇』（タローマンマスク及びコスチューム、奇獣を製作）

## テレビ番組以外の活動
- 松尾芭蕉展 - 松尾芭蕉の家ミニチュアモデル製作
- 敦煌博物館 - 敦煌ミニチュア製作
- 大エジプト博 - エジプト古代遺跡ミニチュア製作
- 舞台劇“ブーアの森” - 人形等製作
- NAHAマラソン - キャラクター“なはっぴー”製作
- オリジナルビデオ『伝染るんです』セットデザイン及び製作、人形製作
- 『モンスターファーム』（ゲーム）-『モッチー』 着ぐるみ製作
- 熊本城『湧々座』”ものがたり御殿”　人形及び小道具製作
- 東京メトロ『Echika』キャラクター-『エチカちゃん』 着ぐるみ製作
- 東海道かわさき宿交流館キャラクター『六さん』人形製作
- AKB48造形衣装製作
- 三井住友信託銀行キャラクター『シンジルタクセル』着ぐるみ製作
- 伊藤園ブログ『緑丸くん』人形製作
- 蒟蒻畑ララクラッシュCM - ワニ・ペンギン着ぐるみ製作
- ハリエさん着ぐるみ製作（クラブハリエ）
- アサヒ飲料L-92乳酸菌CM - 工作で説明篇（模型・小道具製作）
- 手塚治虫原作舞台劇『Amazing Perfomance W3（ワンダースリー）』人形製作
- 西川貴教「金属風アーム」の作製
- SNS用パンどろぼうぬいぐるみ立体造形製作

- NHK第一回ミニミニ映像大賞において優秀賞を受賞（NHKミニミニ映像大賞 第一回より コピー賞受賞 『ありがと』）